# Sporveismuseet

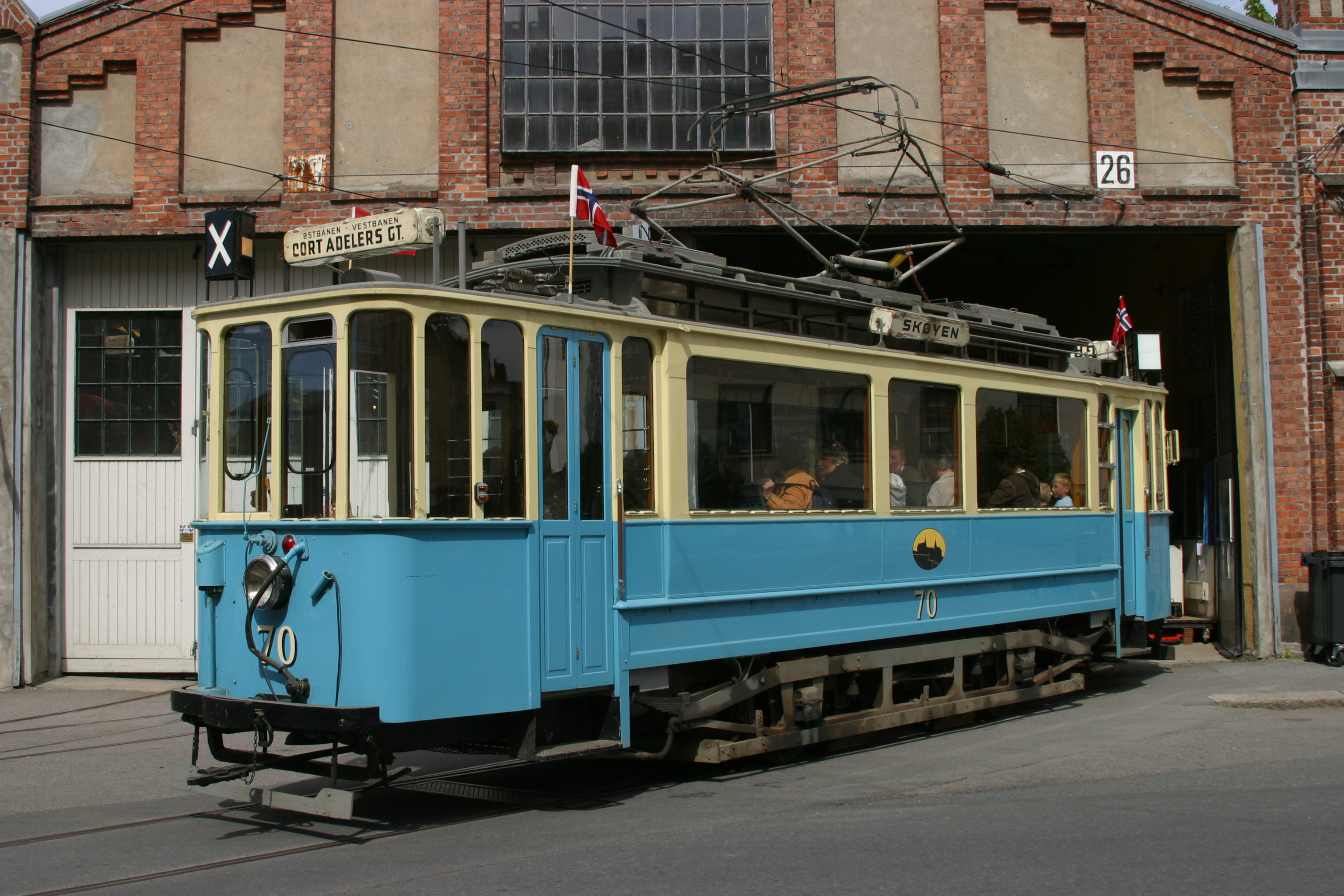
Spårvagn nr OS 70, byggd 1913 av Falkenried för Kristiana Sporveisselskab

Sporveismuseet är ett spårvägsmuseum i Oslo i Norge.
Sporveismuseet ligger i Depå 5 Majorstuen och visar verksamhet vid Oslos spårväg, Oslos tunnelbana och Oslos trådbussar. Det drivs av Lokaltrafikkhistorisk Forening. 
Lokaltrafikkhistorisk forening grundades 1966, sex år efter det att staden beslutat att lägga ned stadens spårvägar och trådbussar. Det skedde efter nedläggningen av Bergens spårväg, där bara en enda spårvagn hade behållits. Museet har ett stort antal rälsfordon, tunnelbanevagnar, bussar och trådbussar. Museet ligger i Vognhall 5, som ritades av Paul Due och uppfördes 1913–1914 för Kristiania Elektriske Sporvei. Det disponeras av Lokaltrafikkhistorisk forening från 1983.

## Bildgalleri

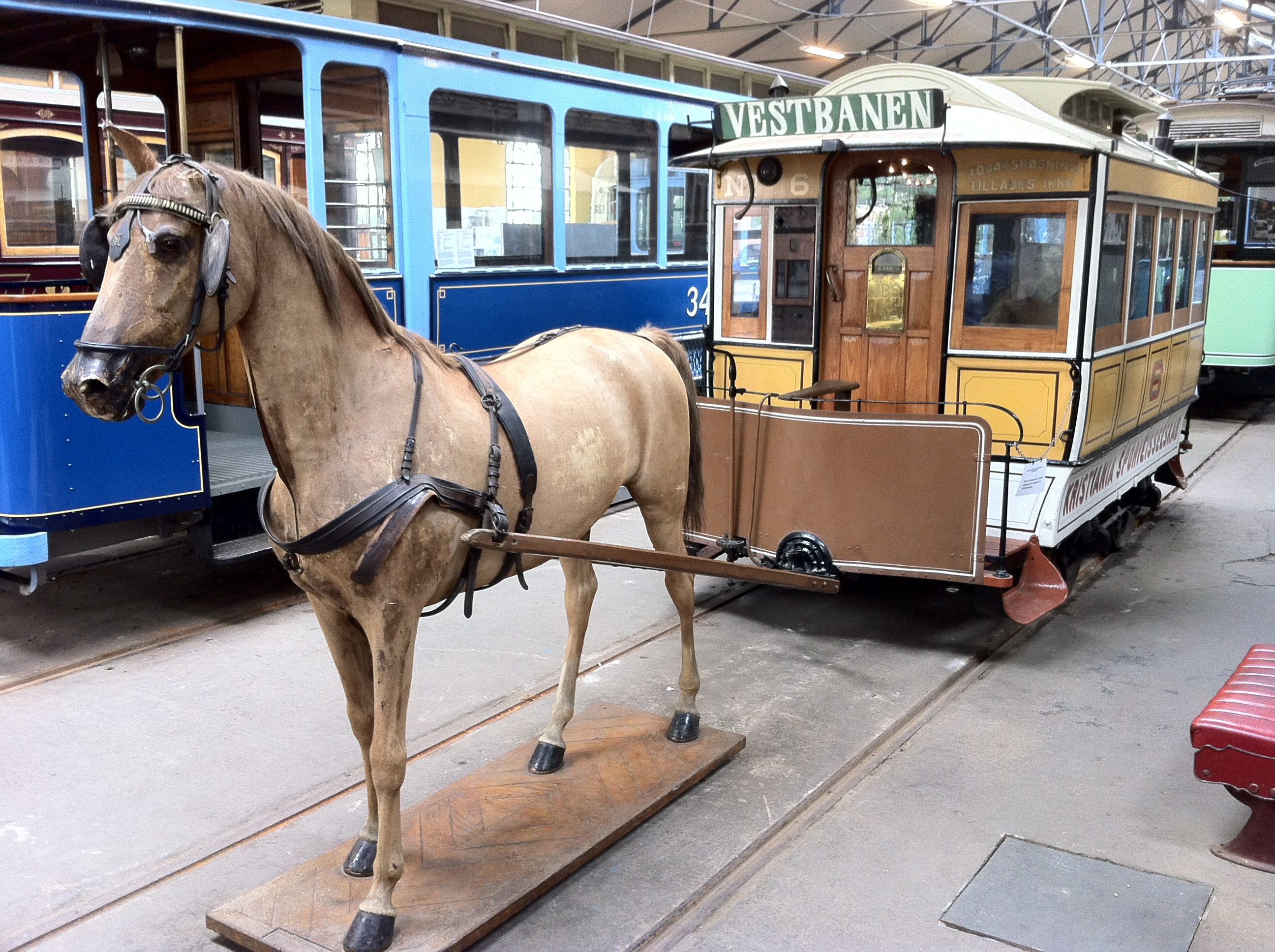
Hästspårvagn nr KSS 6, byggd av John Stephenson Co 1875.
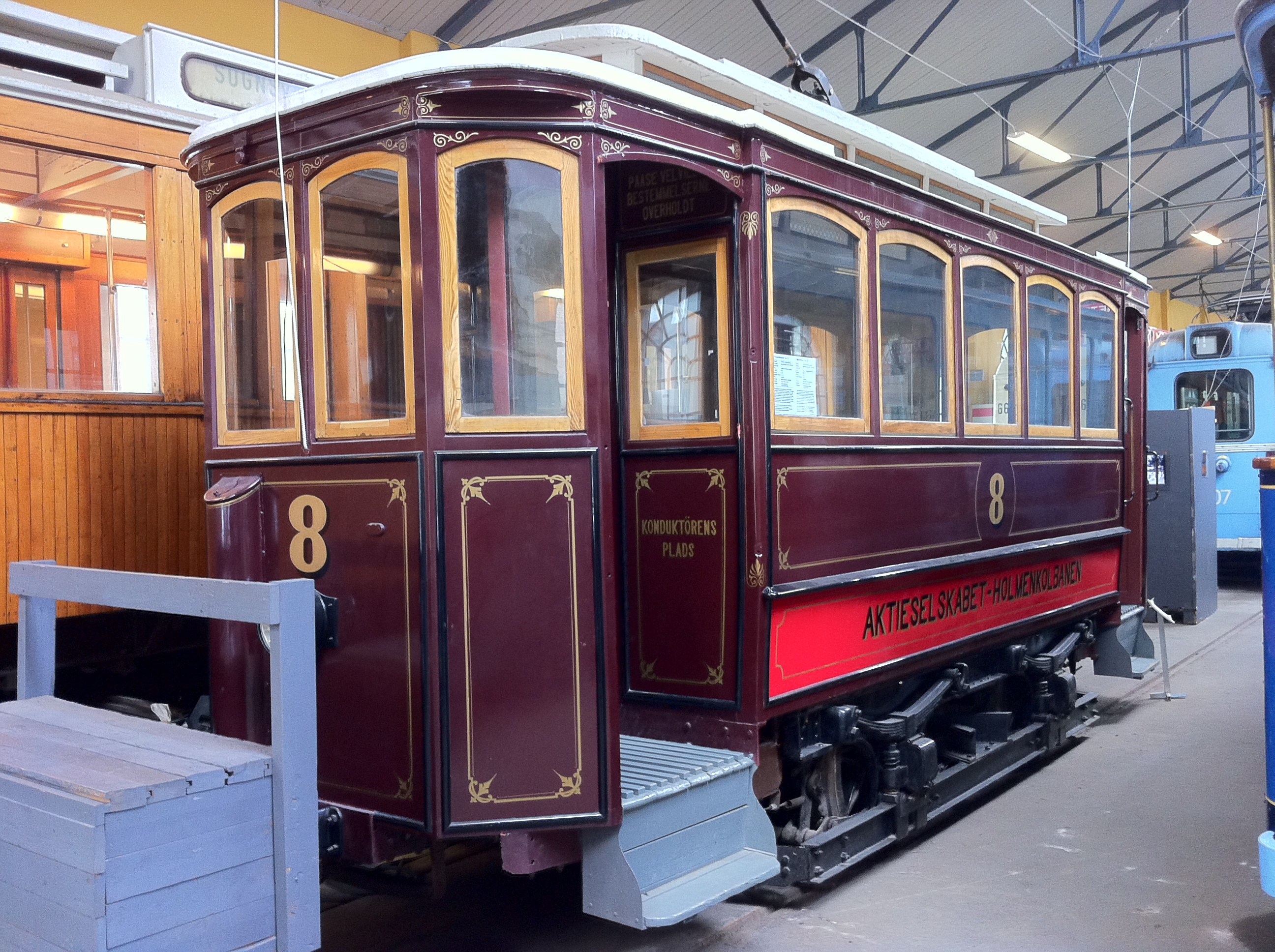
Spårvagn nr HKB 8, byggd 1897 av Maschinen-Actiengesellschaft Nürnberg för Holmenkollbanan.
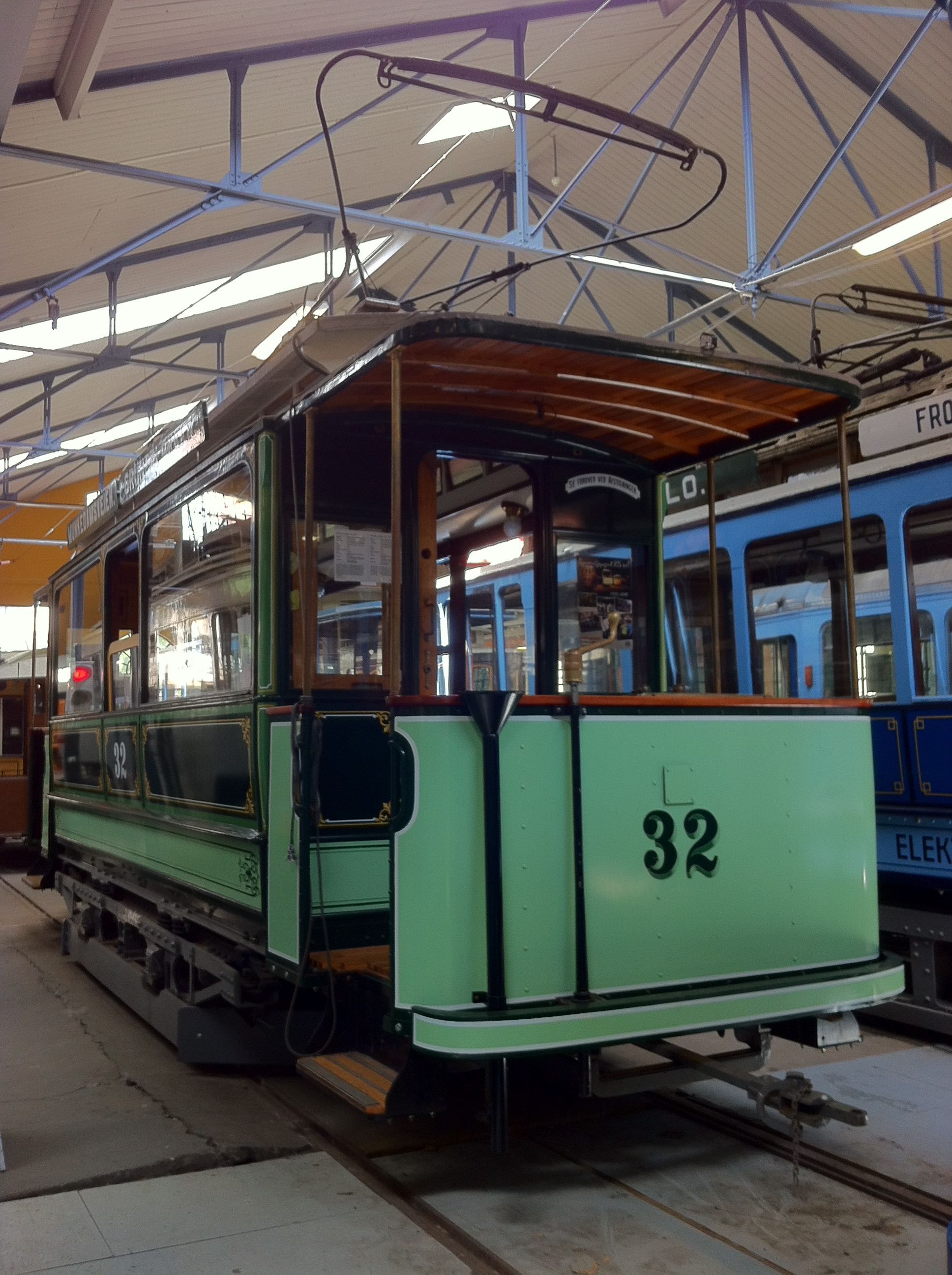
Spårvagn nr KSS 32, byggd för Kristiania Sporveisselskab av Falkenried 1899.
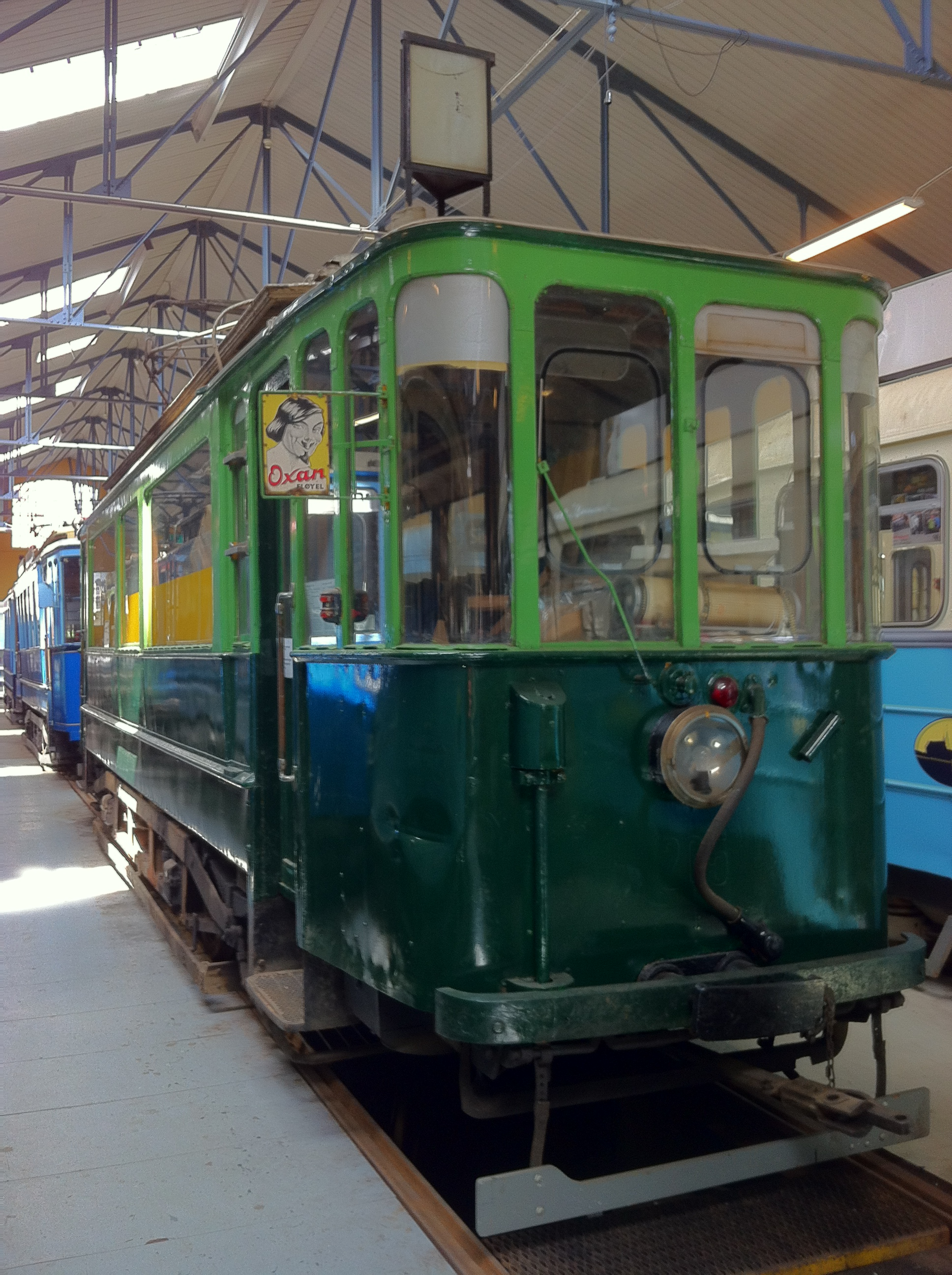
Spårvagn nr KSS 95, byggd för Kristiania Sporveisselskab av Skabo Jernbanevognfabrikk 1914.
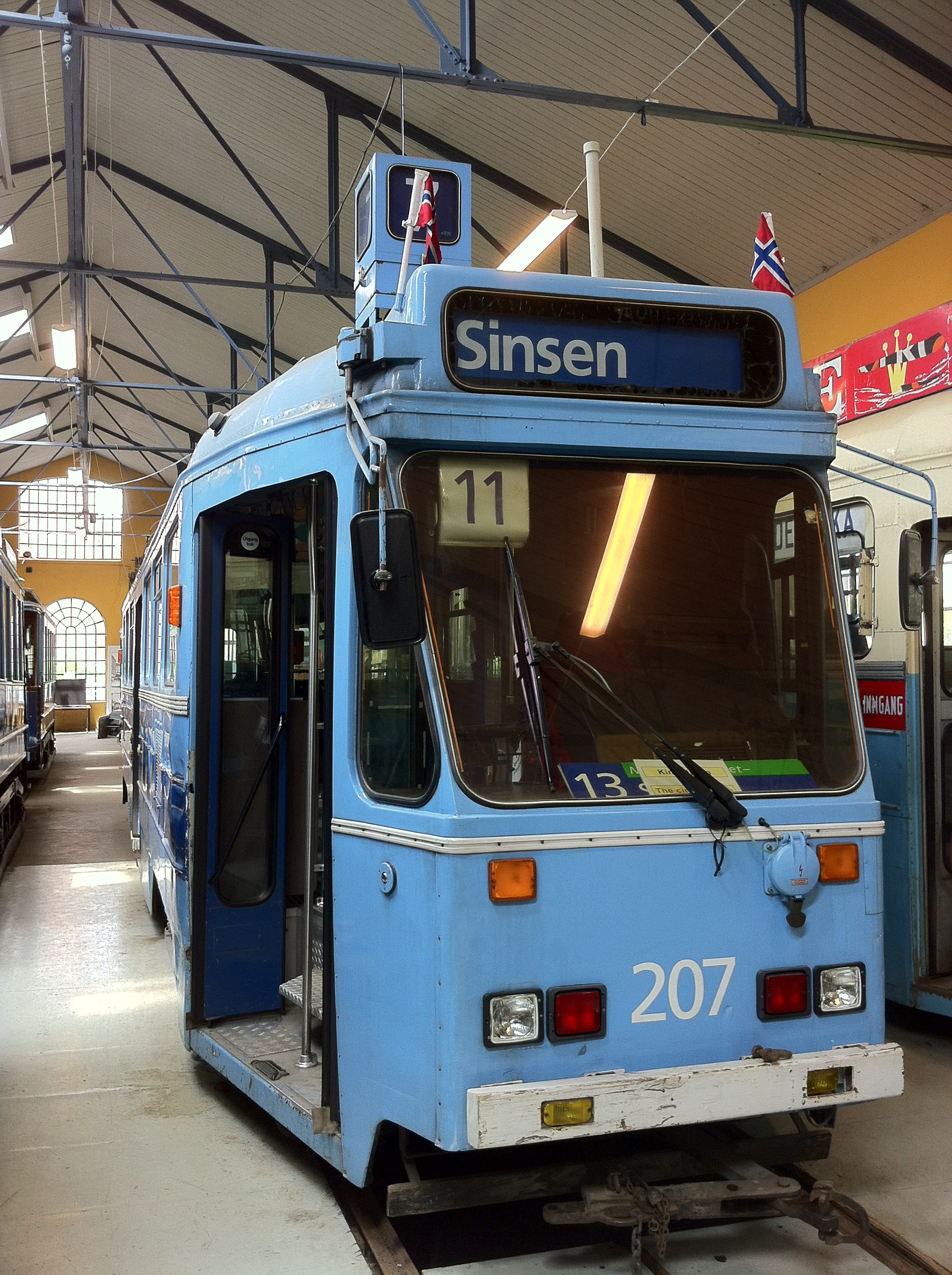
Spårvagn nr OS 267, byggd av AEG/Hägglund & Söner 1987.